# 鈎狀回波

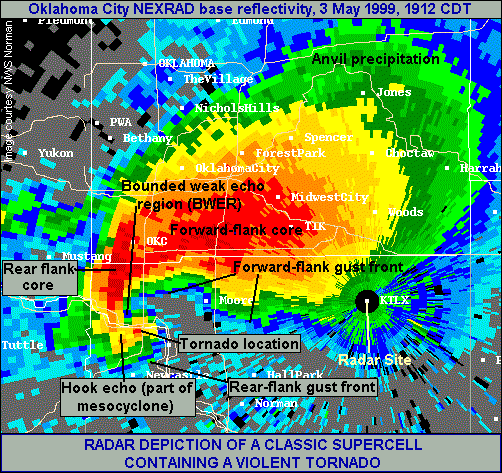
F5级1999年布里奇克里克–穆尔龙卷风的经典式钩状回波

钩状回波（英語：hook echo）是某些超级单体雷暴中的一种垂坠或钩形天气雷达标志。它出现在风暴的较低部分，当空气和降水流入中气旋时，会导致反射率呈弯曲特征。回波是由雨水、冰雹甚至是围绕超级单体的碎片所产生的。它是产生龙卷风的超级单体的经典特征之一。国家气象局可能认为钩状回波与龙卷式涡旋特征同时出现时足以发布龙卷风警报。

## 延伸阅读
- 黎宏駿; 江偉. . 香港天文台. 2020-09  [2023-07-03]. （原始内容存档于2023-07-07） （中文（香港））.
- Fujita, Tetsuya. . Monthly Weather Review. 1965-02-01, 93 (2): 67–78  [2023-07-03]. ISSN 1520-0493. doi:10.1175/1520-0493(1965)093<0067:FASMOT>2.3.CO;2. （原始内容存档于2023-07-03） （英语）.
- Fujita, Tetsuya. . Journal of the Atmospheric Sciences. 1958-06-01, 15 (3): 288–296  [2023-07-03]. ISSN 1520-0469. doi:10.1175/1520-0469(1958)015<0288:MOTITO>2.0.CO;2. （原始内容存档于2023-07-03） （英语）.
- Wade, Patrick. . The News-Gazette（英语：The News-Gazette）. Champaign. 2013-04-07  [2023-07-03]. （原始内容存档于2023-07-03） （英语）.
- Burgess, Donald W.; Magsig, Michael A.; Wurman, Joshua; Dowell, David C.; Richardson, Yvette. . Weather and Forecasting. 2002-06-01, 17 (3): 456–471  [2023-07-03]. ISSN 1520-0434. doi:10.1175/1520-0434(2002)017<0456:ROOTMO>2.0.CO;2. （原始内容存档于2023-07-03） （英语）.